# Kai Fjell
Kai Breder Fjell (né le 2 mars 1907 à Skoger – mort le 10 janvier 1989 à Lysaker) est un peintre, scénographe et illustrateur norvégien.

## Biographie
Fjell a été étudiant à l'École nationale des Arts et du Design en 1927 et à l'Académie d'art national en 1928-29. En 1929-1931, il a travaillé comme illustrateur commercial. Il a fait ses débuts avec succès lors d'une exposition collective à la Société d'art à Oslo en 1932. Le succès est venu avec sa première exposition personnelle en 1937 à la Maison des artistes d'Oslo.
Fjell travaillait surtout à la peinture à l'huile. Il a illustré des livres et a dessiné des décors de scène pour le Nationaltheatret.

## Distinctions
- Commandeur de l'ordre de Saint-Olaf.

Il a été nommé commandeur de l'Ordre de Saint-Olaf en 1976.